# Velodrom Saturn
Das Velodrom Saturn (russisch велотрек Сатурн welotrek Saturn) ist eine Radrennbahn im russischen Pensa. Zum Komplex um die Radrennbahn gehören eine Kinder- und Jugendsportschule und eine BMX-Rennstrecke.

## Geschichte und Beschreibung
Der Bau des Velodroms geht auf eine Initiative des Bezirkskomitees der KPdSU aus dem Jahr 1967 zurück. 1968 wurde der Bauplatz im Oktober-Stadtbezirk ausgewählt. Die bautechnische und geologische Erkundung zog sich über elf Jahre bis 1979, der Bau selbst dauerte zwei Jahre und wurde unter Beteiligung zahlreicher örtlicher Betriebe als „Volksbaustelle“ realisiert. Die feierliche Eröffnung fand am 13. August 1981 mit der Durchführung der russischen Meisterschaften im Bahnradsport statt. 1991 wurde in Anlehnung an die Radrennbahn die Kinder- und Jugendsportschule Nr. 9 gegründet. Nach dem Ende der Sowjetunion ging das Velodrom 1992 in den Besitz der Stadt Pensa über. 
Das Velodrom in Pensa ist eine Freiluftbahn ohne Überdachung. Die Bahn selbst ist aus Beton und hat eine Länge von 333,33 Metern und eine Breite von 8,5 Metern. Die Überhöhung beträgt 39 Grad in den Kurven und 10 Grad auf den Geraden. Auf den Zuschauertribünen ist Platz für rund 300 Zuschauer. 